# Carry Me
"Carry Me" is een nummer van de Noorse DJ Kygo samen met de Amerikaanse zangeres Julia Michaels. Het nummer is de zesde single van zijn debuutalbum Cloud Nine en werd op 12 augustus 2016 uitgebracht. "Carry Me" werd gebruikt tijdens het slotceremonie van de Olympische Zomerspelen in 2016 op 21 augustus 2016.

## Hitnoteringen

### Nederlandse Top 40
| Hitnotering: 17-09-2016 t/m 08-10-2016 | Hitnotering: 17-09-2016 t/m 08-10-2016 | Hitnotering: 17-09-2016 t/m 08-10-2016 | Hitnotering: 17-09-2016 t/m 08-10-2016 | Hitnotering: 17-09-2016 t/m 08-10-2016 | Hitnotering: 17-09-2016 t/m 08-10-2016 |
| Week:                                  | 1                                      | 2                                      | 3                                      | 4                                      |                                        |
| -------------------------------------- | -------------------------------------- | -------------------------------------- | -------------------------------------- | -------------------------------------- | -------------------------------------- |
| Positie:                               | 31                                     | 28                                     | 31                                     | 39                                     | uit                                    |

### NederlandseSingle Top 100
| Hitnotering: 24-09-2016 t/m 15-10-2016 | Hitnotering: 24-09-2016 t/m 15-10-2016 | Hitnotering: 24-09-2016 t/m 15-10-2016 | Hitnotering: 24-09-2016 t/m 15-10-2016 | Hitnotering: 24-09-2016 t/m 15-10-2016 | Hitnotering: 24-09-2016 t/m 15-10-2016 |
| Week:                                  | 1                                      | 2                                      | 3                                      | 4                                      |                                        |
| -------------------------------------- | -------------------------------------- | -------------------------------------- | -------------------------------------- | -------------------------------------- | -------------------------------------- |
| Positie:                               | 86                                     | 81                                     | 100                                    | 93                                     | uit                                    |

## Releasedata
| Land       | Releasedatum     | Formaat        | Label                    |
| ---------- | ---------------- | -------------- | ------------------------ |
| Wereldwijd | 12 augustus 2016 | Muziekdownload | Sony Music Entertainment |